# GPR135
GPR135, G protein-spregnuti receptor 135, je protein koji je kod čoveka kodiran GPR135 genom.

## Literatura
1. ↑  Fredriksson R, Hoglund PJ, Gloriam DE, Lagerstrom MC, Schioth HB (2003). „Seven evolutionarily conserved human rhodopsin G protein-coupled receptors lacking close relatives”. FEBS Lett. 554 (3): 381—8. PMID 14623098. doi:10.1016/S0014-5793(03)01196-7.
2. ↑  „Entrez Gene: GPR135 G protein-coupled receptor 135”.

## Dodatna literatura
- Kunz D, Gerard NP, Gerard C (1992). „The human leukocyte platelet-activating factor receptor. cDNA cloning, cell surface expression, and construction of a novel epitope-bearing analog.”. J. Biol. Chem. 267 (13): 9101—6. PMID 1374385.
- Strausberg RL; Feingold EA; Grouse LH;  . (2003). „Generation and initial analysis of more than 15,000 full-length human and mouse cDNA sequences.”. Proc. Natl. Acad. Sci. U.S.A. 99 (26): 16899—903. PMC 139241 . PMID 12477932. doi:10.1073/pnas.242603899.
- Vassilatis DK; Hohmann JG; Zeng H;  . (2003). „The G protein-coupled receptor repertoires of human and mouse.”. Proc. Natl. Acad. Sci. U.S.A. 100 (8): 4903—8. PMC 153653 . PMID 12679517. doi:10.1073/pnas.0230374100.
- Vanti WB; Nguyen T; Cheng R;  . (2003). „Novel human G-protein-coupled receptors.”. Biochem. Biophys. Res. Commun. 305 (1): 67—71. PMID 12732197. doi:10.1016/S0006-291X(03)00709-5.
- Gerhard DS; Wagner L; Feingold EA;  . (2004). „The status, quality, and expansion of the NIH full-length cDNA project: the Mammalian Gene Collection (MGC).”. Genome Res. 14 (10B): 2121—7. PMC 528928 . PMID 15489334. doi:10.1101/gr.2596504.